# Megacyllene andesiana
Megacyllene andesiana là một loài bọ cánh cứng trong họ Cerambycidae.